# Атьма
Атьма́ — железнодорожная станция Горьковской железной дороги, расположена в Ромодановском районе Мордовии.

## Краткая характеристика
Станция Атьма относится к Муромскому региону Горьковской железной дороги. Линия не электрифицирована, грузовое движение обслуживается тепловозами серии 2ТЭ25КМ, а пассажирское тепловозами ТЭП70/ТЭП70БС приписки ТЧЭ Агрыз.
На станции производится продажа билетов на пассажирские поезда. Ближайшая крупная станция Красный Узел.

### Перевозчики, направления и расписание
| Перевозчик                                           | Дистанция                               | Направления и расписание |
| ---------------------------------------------------- | --------------------------------------- | ------------------------ |
| «Башкортостанская пригородная пассажирская компания» | Межрегиональное и пригородное сообщение | Яндекс                   |